# Décès en août 2007

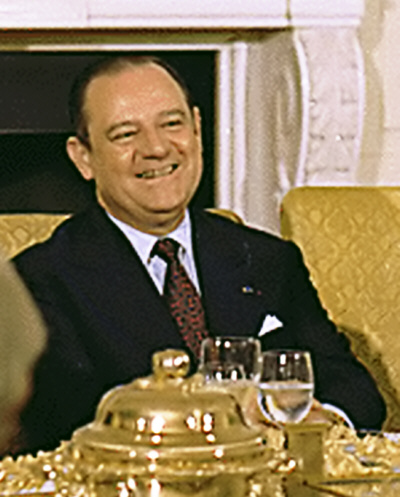
Le premier ministre français Raymond Barre pendant une visite à Washington (15 septembre 1977).

Décès
- 2003
- 2004
- 2005
- 2006
- 2007
- 2008
- 2009
- 2010
- 2011

Pour une information complémentaire, voir la page d'aide.

| Date     | Nom                           | Activités | Âge      | Source |  |
| -------- | ----------------------------- | --- | -------- | ------ |  |
| 1er août | Ryan Cox                      | coureur cycliste professionnel sud-africain | 28       |        |  |
| 1er août | Berta Dovidova                | Actrice ouzbèke. | 84       | (uz)   |  |
| 1er août | Samba Kaputo                  | homme politique congolais. | 61       |        |  |
| 1er août | Veikko Karvonen               | athlète finlandais. Médaille de bronze du marathon aux Jeux de Melbourne en 1956.                                                                              | 81       |        |  |
| 2 août   | Ed Brown                      | joueur américain de foot U.S. | 78       |        |  |
| 2 août   | Carmen Cerdeira               | femme politique espagnole | 48       |        |  |
| 2 août   | Holden Roberto                | homme politique angolais. Fondateur et leader du FNLA de 1962 à 1999.                                                                                          | 84       |        |  |
| 2 août   | Ivo Silveira                  | homme politique brésilien. | 89       | (pt)   |  |
| 3 août   | Ron Brown                     | homme politique britannique. Député travailliste écossais à la Chambre des communes de 1979 à 1992.                                                            | 67       |        |  |
| 3 août   | James T. Callahan             | acteur américain | 76       |        |  |
| 3 août   | Nicole Clarence               | journaliste et résistante française | 85       |        |  |
| 3 août   | John Gardner                  | écrivain britannique | 80       |        |  |
| 4 août   | Lee Hazlewood                 | auteur, compositeur, interprète et producteur américain | 78       |        |  |
| 4 août   | Raul Hilberg                  | historien américain. Spécialiste et précurseur de l'étude de la Shoah.                                                                                         | 81       |        |  |
| 4 août   | Frank Mancuso                 | joueur américain de baseball | 89       |        |  |
| 4 août   | Tina Richter-Vietor           | cavalière de concours complet allemande | 32       |        |  |
| 4 août   | Kai Siegbahn                  | physicien suédois. Prix Nobel de physique en 1981. | 89       |        |  |
| 5 août   | Henri Amouroux                | journaliste et historien français | 87       |        |  |
| 5 août   | Jean-Marie Lustiger           | cardinal académicien français. Ancien Archevêque de Paris. | 80       |        |  |
| 5 août   | Florian Pittiș                | acteur roumain | 63       |        |  |
| 6 août   | Heinz Barth                   | criminel de guerre nazi, obersturmführer dans la Waffen-SS. Surnommé « l'assassin d’Oradour-sur-Glane » pour son implication dans le massacre du 10 juin 1944. | 86       |        |  |
| 6 août   | Teizō Matsumura               | poète et compositeur japonais de musique classique | 78       |        |  |
| 6 août   | Élie de Rothschild            | banquier juif français | 90       |        |  |
| 6 août   | Atle Selberg                  | mathématicien norvégien | 90       |        |  |
| 7 août   | Miklós Páncsics               | footballeur hongrois | 63       |        |  |
| 8 août   | Melville Shavelson            | réalisateur américain | 90       |        |  |
| 9 août   | Ulrich Plenzdorf              | écrivain et scénariste allemand | 72       |        |  |
| 9 août   | Rudolf Thanner                | joueur allemand de hockey sur glace | 62       |        |  |
| 9 août   | Michel Thompson               | peintre français | 85       |        |  |
| 10 août  | Ahmed Bahaeddine Attia        | producteur tunisien | 61       |        |  |
| 10 août  | Irene Morgan                  | personnalité noire américaine. Connue pour avoir refusé de céder son siège à un blanc dans un bus                                                              | 90       |        |  |
| 10 août  | Jean Rédélé                   | pilote automobile français | 85       |        |  |
| 10 août  | Renée de Tryon-Montalembert   | Religieuse et théologienne catholique française. | 86       |        |  |
| 10 août  | Anthony Wilson                | animateur et journaliste britannique | 57       |        |  |
| 11 août  | Maurice Boitel                | peintre français de l'École de Paris | 88       |        |  |
| 12 août  | Ralph Alpher                  | astrophysicien américain. L'un des pères de la théorie du Big Bang.                                                                                            | 86       |        |  |
| 12 août  | Ronald Bracewell              | astronome américain. Pionnier du radiotélescope | 86       |        |  |
| 12 août  | Christian Elder               | pilote automobile américain de NASCAR Busch Series | 38       |        |  |
| 12 août  | Merv Griffin                  | acteur et réalisateur américain | 82       |        |  |
| 13 août  | Brooke Astor                  | philanthrope américaine | 105      |        |  |
| 13 août  | Annie Baron-Carvais           | Universitaire, auteur du Que Sais-je? consacré à la bande dessinée                                                                                             | 54       |        |  |
| 13 août  | Yone Minagawa                 | doyenne de l'humanité depuis le 29 janvier 2007 | 114      |        |  |
| 14 août  | John Biffen                   | homme politique britannique. Membre de la Chambre des lords et ancien ministre.                                                                                | 76       |        |  |
| 14 août  | Tikhon Khrennikov             | compositeur russe | 94       |        |  |
| 14 août  | Phil Rizzuto                  | joueur américain de baseball | 89       |        |  |
| 14 août  | Sergio Vantaggiato            | journaliste italien | 40       |        |  |
| 14 août  | Sayoko Yamaguchi              | mannequin et actrice japonaise | 56       |        |  |
| 15 août  | Sam Pollock                   | directeur-général du Canadien de Montréal de 1964 à 1978 | 81       |        |  |
| 16 août  | Jeroen Boere                  | footballeur néerlandais | 39       |        |  |
| 16 août  | René Boyer                    | éditeur français de musique | 77       |        |  |
| 16 août  | Michel Chauty                 | homme politique français. Maire de Nantes de 1983 à 1989. | 83       |        |  |
| 16 août  | Clive Exton                   | scénariste britannique | 77       |        |  |
| 16 août  | John Blewett III              | pilote automobile américain de NASCAR | 33       |        |  |
| 16 août  | Pierre Jourdan                | réalisateur, acteur, producteur, scénariste et monteur français                                                                                                | 74       |        |  |
| 16 août  | Vito Pallavicini              | parolier italien. Collabora avec Adriano Celentano, Milva, Toto Cutugno et Paolo Conte.                                                                        | 83       |        |  |
| 16 août  | Max Roach                     | percussionniste de jazz et compositeur américain | 83       |        |  |
| 16 août  | Aarno Walli                   | pianiste et chef d'orchestre finlandais | 86       |        |  |
| 17 août  | William Deedes                | journaliste et homme politique britannique | 94       |        |  |
| 17 août  | Eddie Griffin                 | basketteur américain | 25       |        |  |
| 17 août  | Lucien Jarraud                | animateur de radio québécois | 84       |        |  |
| 17 août  | André Milongo                 | homme politique congolais | 72       |        |  |
| 18 août  | Magdalen Nabb                 | auteure et écrivaine britannique | 60       |        |  |
| 18 août  | Viktor Prokopenko             | joueur et entraîneur de football ukrainien. | 62       | (ru)   |  |
| 18 août  | Pierre Roulot                 | peintre et céramiste français. | 89       |        |  |
| 19 août  | Daniel Maes                   | footballeur belge | 41       | (nl)   |  |
| 19 août  | Francis Ryck                  | écrivain français | 87       |        |  |
| 20 août  | Betty Hay                     | Biologiste américaine. | 80       | (en)   |  |
| 20 août  | Leona Helmsley                | femme d'affaires américaine | 87       |        |  |
| 20 août  | Roch La Salle                 | homme politique canadien. Ancien ministre. | 78       |        |  |
| 21 août  | Caroline Aigle                | première femme pilote de chasse française | 32       |        |  |
| 21 août  | Rose Bampton                  | cantatrice américaine | 99       |        |  |
| 21 août  | Seydou Barry                  | peintre sénégalais | 63 ou 64 |        |  |
| 21 août  | Joseph Happart                | Footballeur international belge. | 78       |        |  |
| 21 août  | Haley Paige                   | actrice pornographique mexicano-américaine | 25       |        |  |
| 21 août  | Hana Ponická                  | écrivaine et journaliste slovaque | 85       |        |  |
| 22 août  | Butch van Breda Kolff         | joueur puis entraineur américain de basket-ball | 84       |        |  |
| 22 août  | Grace Paley                   | écrivain américaine et militante politique | 84       |        |  |
| 23 août  | Aimé Avignon                  | doyen des Français | 110      |        |  |
| 23 août  | Jacek Chmielnik               | acteur polonais | 54       |        |  |
| 23 août  | Leif Hamre                    | écrivain norvégien | 93       |        |  |
| 23 août  | Reinhard Lauth                | philosophe allemand | 88       |        |  |
| 23 août  | Martti Pokela                 | compositeur finlandais | 83       |        |  |
| 24 août  | Abdul Rahman Arif             | président de l'Irak de 1966 à 1968 et Premier ministre en 1967                                                                                                 | 91       |        |  |
| 24 août  | Andrée P. Boucher             | femme politique canadienne. Mairesse de Québec depuis 2005. | 70       |        |  |
| 24 août  | Hansjörg Felmy                | acteur allemand | 76       |        |  |
| 24 août  | Aaron Russo                   | producteur et homme politique américain | 64       |        |  |
| 24 août  | Bruno Trentin                 | syndicaliste et homme politique italien | 80       |        |  |
| 25 août  | Raymond Barre                 | économiste et homme politique français. Premier ministre de 1976 à 1981.                                                                                       | 83       |        |  |
| 25 août  | Édouard Gagnon                | cardinal canadien. Président du Conseil pontifical pour la famille de 1974 à 1990.                                                                             | 89       |        |  |
| 26 août  | Gaston Thorn                  | premier ministre du Luxembourg de 1974 à 1979 et président de la Commission européenne de 1981 à 1985                                                          | 78       |        |  |
| 26 août  | Georges Toupet                | résistant français | 89       |        |  |
| 27 août  | Driss Basri                   | homme politique marocain. Ministre de l'Intérieur de 1979 à 1999.                                                                                              | 69       |        |  |
| 27 août  | Galina Djougachvili           | petite-fille de Joseph Staline | 69       |        |  |
| 27 août  | Smaïn Lamari                  | Général Major et directeur de la sécurité intérieure algérienne.                                                                                               | 67       |        |  |
| 27 août  | Emma Penella                  | actrice espagnole | 77       |        |  |
| 27 août  | Jean Sunny                    | cascadeur français | 77       |        |  |
| 27 août  | Gad Yaacobi                   | homme politique israélien. Ancien ministre. | 72       |        |  |
| 27 août  | Idriss ibn al-Hassan al-Alami | poète et écrivain marocain. | 82       |        |  |
| 28 août  | Arthur Jones                  | inventeur américain | 81       |        |  |
| 28 août  | Hilly Kristal                 | musicien américain | 75       | (en)   |  |
| 28 août  | Antonio Puerta                | Footballeur international espagnol. | 22       |        |  |
| 28 août  | Francisco Umbral              | écrivain espagnol | 72       |        |  |
| 28 août  | Miyoshi Umeki                 | actrice japonaise. Première Asiatique à remporter un Oscar. | 78       |        |  |
| 29 août  | Huguette Galmiche             | Mannequin française et maman de Johnny Hallyday. | 87       |        |  |
| 29 août  | Richard Jewell                | héros américain. Vigile au Centennial Olympic Park, lors de l'attentat des Jeux olympiques d'été de 1996.                                                      | 44       |        |  |
| 29 août  | Pierre Messmer                | homme politique français. Premier ministre de 1972 à 1974. | 91       |        |  |
| 30 août  | Jean Diebold                  | homme politique français. Député de Haute-Garonne de 1986 à 1988 et de 1993 à 2002                                                                             | 68       |        |  |
| 30 août  | Joseph Engelmajer             | Fondateur en France de l'association Le Patriarche, apatride                                                                                                   | 86       |        |  |
| 30 août  | Michael Jackson               | écrivain britannique | 65       |        |  |
| 30 août  | Cédric Schlienger             | volleyeur français | 26       |        |  |
| 30 août  | José Luis de Vilallonga       | acteur, écrivain et journaliste espagnol | 87       |        |  |
| 31 août  | Gay Brewer                    | joueur de golf américain. Vainqueur du Masters en 1967 | 75       |        |  |